# 宝莲寺站
宝莲寺站是京广铁路上的车站，位于河南省安阳市文峰区宝莲寺镇，建于1912年。车站由中国铁路郑州局集团安阳车务段管辖，目前不办理客运及货运业务。